# Roby Järventie
Roby Järventie, född 8 augusti 2002, är en finländsk professionell ishockeyforward som är kontrakterad till Ottawa Senators i National Hockey League (NHL) och spelar för Belleville Senators i American Hockey League (AHL).
Han har tidigare spelat för Ilves i Liiga och Koovee i Mestis.
Järventie draftades av Ottawa Senators i andra rundan i 2020 års draft som 33:e spelare totalt.

## Statistik
| 2019–2020    | Ilves               | Liiga        | 5   | 1  | 0  | 1  | 4  | — | — | — | — | — |
|              | Koovee              | Mestis       | 36  | 23 | 15 | 38 | 56 | — | — | — | — | — |
| 2020–2021    | Ilves               | Liiga        | 48  | 14 | 11 | 25 | 16 | 5 | 0 | 1 | 1 | 4 |
|              | Belleville Senators | AHL          | 4   | 2  | 1  | 3  | 4  | — | — | — | — | — |
| 2021–2022    | Belleville Senators | AHL          | 70  | 11 | 22 | 33 | 42 | 2 | 1 | 0 | 1 | 0 |
| 2022–2023    | Belleville Senators | AHL          | 40  | 16 | 14 | 30 | 38 | — | — | — | — | — |
| 2023–2024    | Ottawa Senators     | NHL          | 1   | 0  | 0  | 0  | 0  | — | — | — | — | — |
|              | Belleville Senators | AHL          | 6   | 1  | 2  | 3  | 4  | — | — | — | — | — |
| NHL totalt   | NHL totalt          | NHL totalt   | 1   | 0  | 0  | 0  | 0  | — | — | — | — | — |
| Liiga totalt | Liiga totalt        | Liiga totalt | 53  | 15 | 11 | 26 | 20 | 5 | 0 | 1 | 1 | 4 |
| AHL totalt   | AHL totalt          | AHL totalt   | 120 | 30 | 39 | 69 | 86 | 2 | 1 | 0 | 1 | 2 |

### Internationellt
| Källa: Uppdaterad: 2023-11-05 | Källa: Uppdaterad: 2023-11-05 | Källa: Uppdaterad: 2023-11-05 |         | Utv = Utvisningsminuter | Utv = Utvisningsminuter | Utv = Utvisningsminuter | Utv = Utvisningsminuter | Utv = Utvisningsminuter |
| År                            | Lag                           | Mästerskap                    | Matcher | Mål                     | Assists                 | Poäng                   | Utv                     |                         |
| ----------------------------- | ----------------------------- | ----------------------------- | ------- | ----------------------- | ----------------------- | ----------------------- | ----------------------- | ----------------------- |
| 2019                          | Finland                       | EYOWF                         | 3       | 1                       | 2                       | 3                       | 4                       |                         |
| 2019                          | Finland                       | Hlinka Gretzky                | 3       | 1                       | 0                       | 1                       | 0                       |                         |
| 2021                          | Finland                       | JVM                           | 6       | 0                       | 0                       | 0                       | 0                       |                         |
| 2022                          | Finland                       | JVM                           | 7       | 4                       | 5                       | 9                       | 4                       |                         |
| Junior totalt                 | Junior totalt                 | Junior totalt                 | 19      | 6                       | 7                       | 13                      | 8                       |                         |